# 和歌山県農林水産技術センター・畜産試験場
和歌山県農林技術センター・畜産試験場（わかやまけんのうりんぎじゅつせんたーちくさんしけんじょう、Wakayama Prefectural Livestock Experiment Station）は、和歌山県における畜産業の研究・指導を目的として設置された和歌山県立の研究所。本場は和歌山県西牟婁郡すさみ町にある。全国で唯一、イノブタ・イノシシの研究を行っている畜産試験場である。

## 組織
組織の長は場長である。くろしお牧場の場長は、畜産試験場々長とは別に存在する。
- 大家畜部－牛の改良・増殖、飼養管理技術、飼料作物等に関する試験研究とその成果の普及・指導に関する業務
- 生産環境部－環境保全型農業に関する試験研究。豚・イノブタの飼養管理技術に関する研究と、その成果の普及や指導に関する業務。またイノシシの系統造成
- くろしお牧場－優秀な受精卵を採取するための高能力供卵牛の放牧場、受精卵移植により生産された子牛の哺育・育成基地。自給飼料の栽培管理地。また県民と家畜とのふれあいの場の意味合いを持つ

## 沿革
- 1937年（昭和12年） - 西牟婁郡上富田町に種畜場設立
- 1947年（昭和22年） - 西牟婁郡白浜町に移転
- 1959年（昭和34年） - 日高郡日高町に種鶏場が分離独立
- 1967年（昭和42年） - 機構改革により畜産試験場と改称し、庶務課・種畜部・経営研究部を設置
- 1968年（昭和43年） - 西牟婁郡すさみ町に移転
- 1988年（昭和63年） - 機構改革により庶務課を廃止、総務課を設置
- 1995年（平成7年） - 機構改革により種畜部・経営研究部を廃止、大家畜部・中家畜部を設置。同年くろしお牧場完成
- 1998年（平成10年） - 機構改革により農林水産総合技術センター畜産試験場に名称変更
- 2002年（平成14年） - 機構改革により中家畜部を生産環境部に名称変更

## 和歌山県畜産試験場とイノブタ
- 現在のすさみ町へ移転した昭和43年に、当時のすさみ町長から、雄のイノシシの子供を寄贈した事が始まりで、当場でその雄イノシシと雌豚を交配させて昭和45年3月8日に、全国では初となる初めてイノブタを誕生させている。その後、当場では昭和49年より農林水産省の総合助成を受け、イノブタの試験研究を開始。当時は経済が高度化する中で、消費者ニーズも量から質、つまりグルメ嗜好の時代へと変化してきており、豚の肉質向上を目的にイノシシとの交配試験を実施し、消費者ニーズへの対応と山村地域の畜産振興を目的に試験を開始しており現在に至る。現在はイノシシと（イノブタを得るために用いる）母豚の系統造成を行うなど国内はもとより、海外でも類を見ない畜産試験場として海外から研修に来る獣医師や畜産技術者も多い。

## 現在の飼養頭羽数
- 乳牛－約2頭
- 肉用牛－約70頭
- 豚・イノブタ－約210匹
- イノシシ－約30匹。

## その他
- 和歌山県は全国一乳牛の飼養頭数が少なく、当試験場も乳牛の数は、わずかに2頭しかいない
- かつて飼養されていた魯西北牛は、中国の畜産関係者がイノブタ研究のために、当場に滞在した際に寄贈されたもの。この牛の用途は役用牛だが、むしろ観光展示用等に用いられていたが、2007年に老衰のため死亡した。
- イノブタの他にも、和歌山県の畜産は一風変わった畜産を行っており、日高川町の養鶏研究所ではホロホロチョウの飼養試験が行われている。

## 関係項目
- イノブタ
- イノブータン王国
- 和歌山県農林技術センター畜産試験場・養鶏研究所